# Jacqui Uttien
Jacqui Uttien, née le 11 décembre 1964 à Eldoret au Kenya, est une coureuse cycliste australienne.

## Palmarès sur route

### Jeux olympiques
- 1992 Barcelone
  - 13e de la course en ligne

### Championnats du monde
- 1990 Utsunomiya
  - 26e de la course en ligne
- 1991 Stuttgart
  - 22e de la course en ligne

### Par années
- 1987
  - 3e du championnat d'Australie sur route
- 1989
  - 3e de Amev Tijdrit
- 1990
  - 2e du championnat d'Australie sur route
- 1991
  - 10e étape de Women's Challenge
  - 3e du championnat d'Australie sur route
  - 3e du GP Kanton Zürich
  - 10e de Women's Challenge

### Grands tours

#### Tour d'Italie
- 1989 : 16e
- 1990 : 8e